# Snälltåget

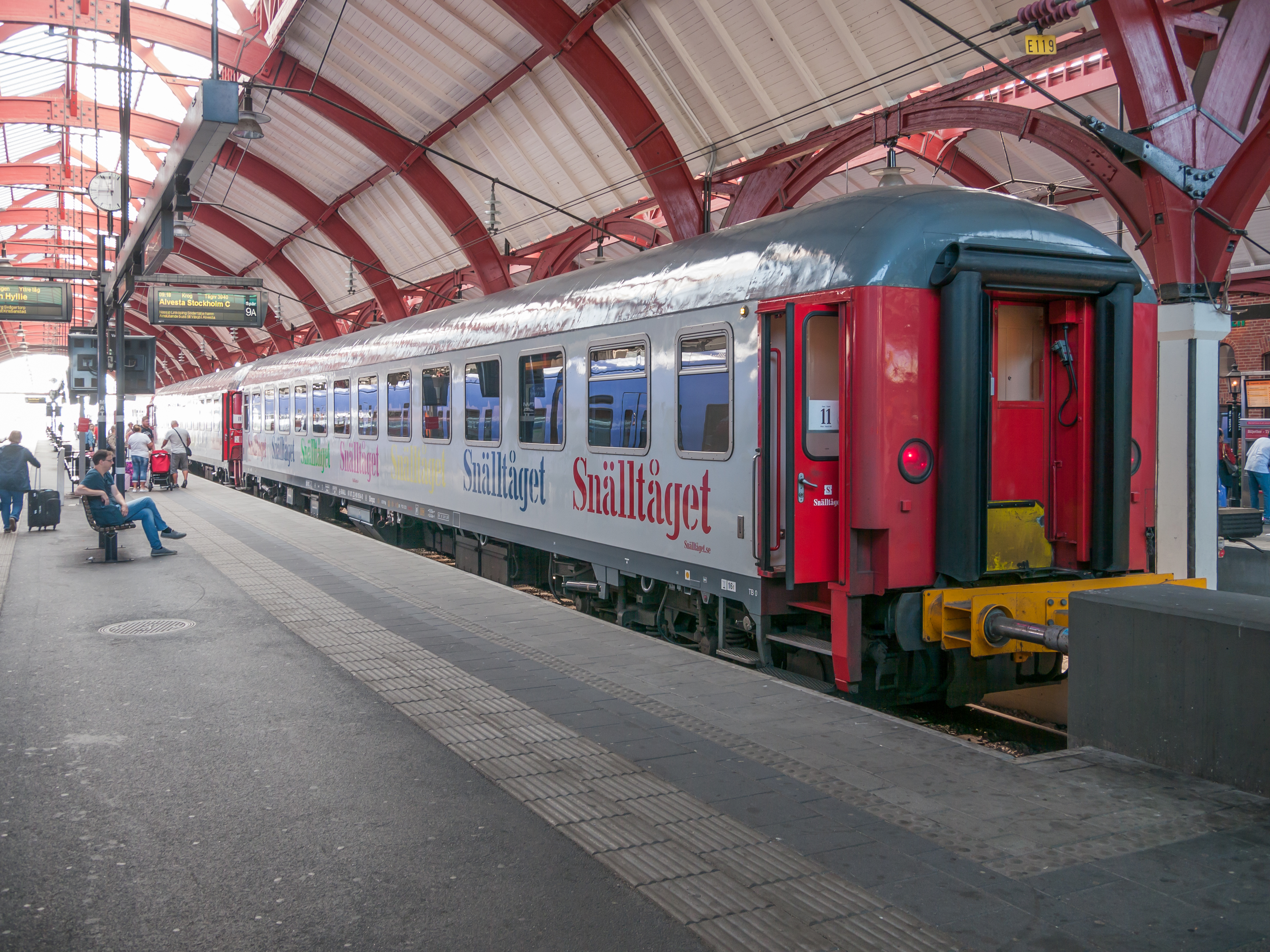
Snälltåget på Malmö Centralstation

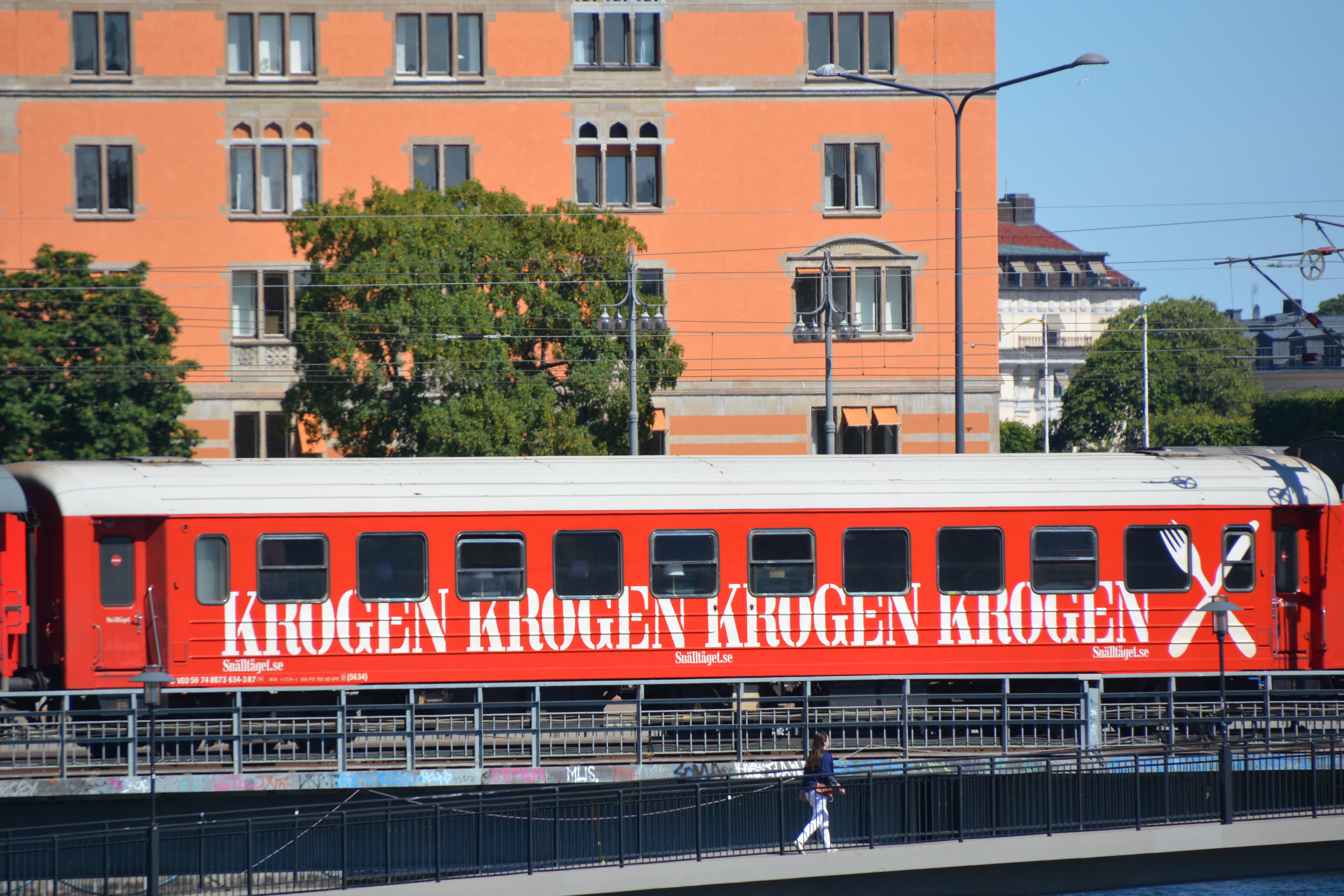
Restaurangvagn på Snälltåget, fotograferad i Stockholm

Snälltåget är ett svenskt järnvägsföretag som bedriver tågtrafik på sträckorna Stockholm–Malmö–Köpenhamn, Stockholm–Malmö–Köpenhamn–Berlin,  Jämtlandsfjällen–Stockholm–Malmö samt under vintersportsäsong Stockholm–Österrike. Trafiken bedrivs endast på biljettintäkter utan bidrag från stater eller regioner. Företaget ingår i den fransk-tyska Transdev-koncernen.

## Historik
Trafiken startades av dåvarande Veolia Transport under namnet Utmanartåget 2007, när den svenska nattågstrafiken avreglerades. Den första avgången var från Göteborg till Storlien i samband med Alpina VM i Åre. Tåget var det första nattåg i Sverige som konkurrerade med SJ:s.
Under 2008 fortsatte nattågstrafiken till Åre och under sommaren trafikerades linjen Malmö–Stockholm–Narvik. Den 3 juli 2009 avreglerades även helgtrafiken i Sverige och Snälltåget började genast trafikera Malmö– Stockholm. När hela den svenska tågmarknaden avreglerades 2010, så utökade bolaget sin trafik till varje dag mellan Stockholm och Malmö.
År 2012 startades sommartrafik till Berlin efter att SJ hade lagt ner nattågslinjen Berlin Night Express. I november 2013 bytte man namn till Snälltåget, med samma ägare som tidigare, men nu med ett eget varumärke.
Fram till 2016 hade Hector Rail dragit tågen, medan man hade egna personvagnar. Under oktober 2016 startades trafiken med egna Vectronlok.
År 2017 började Snälltåget även köra anslutningsbussar från Växjö, Karlshamn, Ronneby och Karlskrona för förbindelserna till/från Stockholm och Malmö. Under 2019 utökades anslutningsbussarna med sträckan Nässjö–Jönköping.
Det första nattåget bestod av BC2-liggvagnar, som dåvarande Veolia köpte av affärsverket Statens järnvägar och som genomgick upprustning under 2007, samt en restaurangvagn som hyrdes från Visit Vemdalen. Sommaren 2017 togs nya vagnar i bruk. Dessa ombyggda tyska InterRegio-vagnar är godkända för 200 km/h, vilket innebär att Snälltåget kan köra snabbare.
I april 2024 meddelade Snälltåget att en av deras dagliga avgångar på sträckan Stockholm–Malmö under sommaren kommer gå över Öresundsbron till Köpenhamns centralstation. Tillsammans med nattåget som redan stannar vid Ørestad station innebär detta att Snälltåget får två dagliga avgångar till Köpenhamn i vardera riktning.

## Engagemang för nattåg
Sedan början på år 2019 har Snälltåget upprepade gånger varit aktiva i debatten om utökad nattågstrafik till övriga Europa. Bland annat har bolaget svarat på Trafikverkets utredning om upphandling av sådan trafik. Eftersom Snälltåget idag kör kommersiell trafik och anser att en upphandling i praktiken skulle ge en operatör monopol på trafiken är bolaget skeptisk till Trafikverkets föreslagna upphandling av sträckan Malmö–Köln–Bryssel som presenterades i  utredningen den 27 april 2020.
Snälltåget har också poängterat de svårigheter som finns med att köra internationell nattågstrafik från Sverige idag, bland annat utifrån ländernas olika regler, signalsäkerhetssystem och krav på lok. Svårigheterna som nämns har till stor del övervunnits endast genom att färjeleden Trelleborg–Sassnitz tidigare kunde användas i trafiken.

## Nya liggvagnar
Nattågstrafiken på sträckan Malmö–Berlin bedrevs 2012–2019 nästan uteslutande med liggvagnar av typen Bc-t. Denna vagnstyp härstammar från 1960-talet och är inte utrustad med vare sig luftkonditionering, Wi-fi eller eluttag. Eftersom nattåget stod stilla i den varma sommarluften stora delar av natten (både ombord på färjan och på stationer att inte ankomma för tidigt till Berlin respektive Malmö) fick tåget upprepad kritik för att kupéerna blev alldeles för varma.
Den 26 augusti 2019 meddelande Snälltåget att man köpt 10 nya begagnade liggvagnar av typen Bvcmz som man avsåg att använda i en moderniserad Berlintrafik. Vagnarna har tidigare använts i DB:s nattågskoncept CityNightLine och är utrustade med luftkonditionering och eluttag. Dessutom meddelade Snälltåget att man avsåg installera Wi-Fi i vagnarna. I det ursprungliga pressmeddelandet meddelade Snälltåget att vagnarna åtminstone till en början skulle användas på sträckan Malmö–Trelleborg–Sassnitz–Berlin där de skulle sättas i trafik under 2020. På grund av Coronapandemin behövde trafiken 2020 emellertid ställas in och den 16 juni 2020 meddelade Snälltåget att man hade nya planer för Berlintåget 2021.

## Sverige–Berlin
Efter 2020 års coronapandemi avsåg Snälltåget att åter köra nattågstrafik mellan Sverige och Tyskland. Eftersom Stena Line i pandemins spår lade ned färjeleden Trelleborg–Sassnitz  så kom Snälltåget köra Berlintåget genom Danmark via Öresundsbron och Stora Bält samt Hamburg. Det är det första nattåget med ligg- eller sovvagnar över Öresundsbron.

## Sverige–Österrike
Den 25 juni 2020 presenterade Snälltåget planer på en ytterligare ny rutt söderut: under vintersportsäsongen 2021 skulle bolaget köra nattåg mellan Malmö och de österrikiska alperna varje helg. På grund av coronapandemin uppsköts starten för trafiken till 2022. Direkttåget Malmö–Alperna är det första i sitt slag sedan 2009, då DSB körde ett motsvarande tåg (Skiløberen) från Köpenhamn.
Under sportlovsveckan i Stockholm (vecka 9) avgår tåget från Stockholm C och går till Innsbruck utan byten, vilket gör det till den längsta direkta järnvägsförbindelsen i Europa.

## Stockholm-Köpenhamn
I april 2024 meddelade Snälltåget att en av de dagliga avgångarna på rutten Stockholm-Malmö skulle förlängas till Köpenhamn via Öresundsbron, med stopp i Örestad och Köpenhamn H, stoppet på Örestad slopades senare under 2025. Den första avgången gick den 16 maj 2024.

## Planerad Intercitytrafik till Tyskland och Danmark
I december 2023 fick Snälltåget tillstånd att även sälja inrikesbiljetter i Danmark.

## Ägare
Snälltåget ägs av Transdev Sverige AB, som ingår i Transdev SA, som till 67% ägs av franska statens investeringsinstitut Caisse des Dépôts et Consignations(fr) och till 33% ägs av tyska Rethmann(de) Gruppe.